# Partido de los Socialistas de Cataluña
El Partido de los Socialistas de Cataluña (PSC, en catalán: Partit dels Socialistes de Catalunya) es un partido político español de ámbito catalán y de ideología socialdemócrata y catalanista, que aboga por un modelo federal para España.
Este partido fue creado el 16 de julio de 1978 mediante la fusión de los tres partidos socialistas existentes durante la Transición española en Cataluña. Desde su fundación, el PSC está asociado con el Partido Socialista Obrero Español (PSOE), del que es el partido referente en Cataluña y con quien comparte grupo parlamentario en la Cortes Generales.

## Historia
Tras la reinstauración en España del régimen democrático, en 1977, el socialismo catalán se hallaba escindido en varios partidos. Por un lado, había varios grupos de carácter nacionalista y progresista, como el Partit Socialista de Catalunya-Congrés (antigua Convergència Socialista de Catalunya) y el Partit Socialista de Catalunya-Reagrupament (ex Reagrupament Socialista i Democràtic de Catalunya, liderado por Josep Pallach y que se había presentado a las elecciones en coalición con otros partidos de Cataluña). Por otro, el PSOE contaba en Cataluña con una Federación Catalana que basaba su fuerza, sobre todo, en los trabajadores metropolitanos, la mayoría de origen inmigrante.
A finales de 1976 Convergència Socialista de Catalunya había promovido un congreso de militancias socialistas dispersas que venía gestándose desde 1974 a fin de promover una reunificación, que culminó en 1977 cuando el PSC-C y la Federación Socialista Catalana del PSOE pactaron una candidatura única para las elecciones de junio, denominada Socialistes de Catalunya. En 1978 las distintas fuerzas socialistas llegaron a un acuerdo que cristalizó en el Congreso de la Unidad Socialista. En este Congreso se fundó el Partit dels Socialistes de Catalunya (PSC-PSOE), resultado de la fusión entre los grupos catalanistas PSC-C, PSC-R y la Federación Catalana del PSOE. El nuevo partido aglutinaba a todo el espectro socialista catalán, y tenía una relación federal con el PSOE, a pesar de que formalmente era un partido diferente y autónomo al fundado por Pablo Iglesias.
En las sucesivas convocatorias electorales, el PSC se reveló como la fuerza mayoritaria en Cataluña en las elecciones generales y europeas y municipales (la inmensa mayoría de las alcaldías metropolitanas han sido tradicionalmente gobernadas por dirigentes del PSC). En las elecciones autonómicas, sin embargo, la incapacidad de los líderes del PSC para movilizar a su electorado tradicional ha facilitado la hegemonía parlamentaria de los nacionalistas de Convergència i Unió, que gobernaron la Generalidad de Cataluña hasta 2003. Incluso en las elecciones de 2003, con un desgaste nacionalista sin precedentes tanto por el agotamiento del proyecto convergente como por la retirada del veterano líder Jordi Pujol, los socialistas se quedaron 4 escaños por debajo de la federación nacionalista, aunque la superaron en número de votos. En las elecciones de 1999, el PSC también superó a Convergència i Unió en votos, sus listas -que incluyan una coalición de ICV en las circumscripciones de Tarragona, Lérida y Gerona.- consiguieron 52 diputados (4 menos que CiU)
En diciembre de 2003, el PSC de Pasqual Maragall firmó el llamado Pacto del Tinell, en el que se acordó que el Partit dels Socialistes presidiría la Generalidad con el apoyo de Esquerra Republicana de Catalunya y la coalición Iniciativa per Catalunya Verds - Esquerra Unida i Alternativa. El gobierno fue presidido por Maragall (que anteriormente había sido alcalde socialista de Barcelona) hasta el 11 de mayo de 2006 cuando el presidente de la Generalidad expulsó a los seis consejeros de ERC del Gobierno catalán por el desacuerdo sobre el referéndum del Estatuto de Autonomía; sin embargo, tras las siguientes elecciones se reeditó el pacto entre los tres partidos, dando lugar a un segundo gobierno tripartito, esta vez presidido por José Montilla.
Para asumir la candidatura del PSC a la presidencia de la Generalidad, José Montilla dimitió como diputado al Congreso de los Diputados, dejando su escaño al ecologista Joan Oms i Llohis, de Els Verds-Opció Verda, partido que se había presentado en coalición con el PSC en las elecciones generales de 2004, en el marco de un acuerdo entre el PSOE y Los Verdes.
En las elecciones generales de 2008, el PSC obtuvo 25 escaños en el Congreso de los Diputados que compartían grupo con el PSOE en el Grupo Socialista.
Tradicionalmente, dado que es un partido federado al PSOE, cuando este ha gobernado España, el PSC siempre ha sólido tener un representante en el Gobierno. Hasta septiembre de 2006, José Montilla, primer secretario del PSC, exalcalde de Cornellá de Llobregat y expresidente de la Generalidad de Cataluña, ejerció de Ministro de Industria del Gobierno de José Luis Rodríguez Zapatero, y después ocupó ese cargo Joan Clos, exalcalde de Barcelona, hasta abril de 2008. Posteriormente, estuvo representado en el Gobierno de España mediante Carme Chacón, que fue Ministra de Vivienda entre 2007 y 2008 y Ministra de Defensa entre 2008 y 2011, así como por Celestino Corbacho, exalcalde de Hospitalet de Llobregat (Barcelona) y expresidente de la Diputación de Barcelona, como Ministro de Trabajo e Inmigración, entre 2008-2010. Con la vuelta del PSOE al Gobierno de España con la moción de censura en 2018, el primer ejecutivo de Pedro Sánchez (2018-2019) contó con Meritxell Batet, del PSC, para el cargo de Ministra de Política Territorial y Función Pública hasta que pasó a desempeñar el cargo de Presidenta del Congreso de los Diputados en el arranque de la XIII Legislatura, cargo que revalidó en la XIV Legislatura. El reemplazo del PSC en el Consejo de Ministros fue Salvador Illa Roca, secretario de organización de los socialistas de Cataluña, que es nombrado Ministro de Sanidad en el segundo Ejecutivo de Pedro Sánchez (2020-2021) y Miquel Iceta como dirigente del Ministerio de Política Territorial y Función Pública. En la actualidad, el exalcalde de Barcelona, Jordi Hereu, ostenta el Ministerio de Industria y Turismo.
Actualmente el exministro de Sanidad Salvador Illa es el líder y secretario general del PSC.
Tras las elecciones generales de 2011, el PSC es el segundo partido catalán con más representación en el Congreso de los Diputados con 14 diputados (CiU con 16), integrados en el Grupo Socialista. Igualmente, desde el año 2000, el PSC se presenta a las elecciones al Senado dentro de la coalición Entesa Catalana de Progrés, junto a otros partidos nacionalistas de izquierda catalanes (ERC, ICV y EUiA); actualmente Entesa posee 16 senadores, de los cuales 10 pertenecen al PSC. En todas las elecciones en las que se ha presentado como tal, Entesa ha sido la lista mayoritaria en las cuatro circunscripciones catalanas.
En las elecciones autonómicas, celebradas en 2010 el PSC perdió 220 940 votos y 9 diputados en el Parlamento de Cataluña, a la vez que perdía el Gobierno de Cataluña al no poder reeditar el tripartito catalán (junto a ERC e ICV-EUiA) con el que gobernaba; el gobierno pasó a CiU gracias al apoyo del PP.
Tras las elecciones municipales de 2011 el PSC sufrió un grave revés electoral, perdiendo el gobierno de Barcelona, la cual gobernaba desde las primeras elecciones democráticas, a manos de CiU, siendo Lérida y Tarragona las únicas capitales de provincia de Cataluña en manos de los socialistas catalanes tras dichas elecciones. También perdió la alcaldía de Gerona, pasando a ostentarla CiU también.
Otra ciudad importante perdida por el PSC fue Badalona, ganada por el PP, e igualmente descendió en representación en el área metropolitana de Barcelona. Así, de las abultadas mayorías absolutas que tradicionalmente obtenía en esa área, sólo ha revalidado la de Cornellá de Llobregat, manteniéndose como primer partido pero sin mayoría absoluta en otras poblaciones cómo Hospitalet de Llobregat, Esplugas de Llobregat, Tarrasa o Sabadell, entre algunas pequeñas poblaciones más.
En las siguientes elecciones municipales, celebradas en 2015 el PSC sustituyó a Progrés Municipal, organización con la que estaba asociado a nivel municipal y con la cual concurrió a las elecciones municipales del 2007 y 2011, por candidatura de progrés. Este cambio no freno la pérdida de votos, consiguiendo 531 388 (190 088 menos) y 1278 ediles (837 menos)
En las elecciones generales de 2019 (tanto en las de abril como en las de noviembre) el PSC recupero la segunda posición en Cataluña con 12 escaños por detrás de ERC con 15 (y 13 en noviembre) y apenas 100 000 votos de diferencia, logrando en la cita de abril 958 343 votos.
En las elecciones municipales de mayo de 2019 el PSC recuperó bastante terreno electoral en el ámbito municipal, quedando tercero en la ciudad de Barcelona y recuperando mayorías absolutas de ciudades como Hospitalet de Llobregat, Gelida, Esplugues del Llobregat o Santa Coloma de Gramanet. También destacar que gobierna en Sabadell, Canovellas, Mataró o Granollers, además es socio de coalición del gobierno de Barcelona. A pesar de eso, ese año perdió las alcaldías de Tarragona y Lérida a manos de ERC. 
Posteriormente, en las elecciones autonómicas de febrero de 2021 el PSC recuperó su posición como primera fuerza de Cataluña en votos y empató a 33 escaños con ERC. En estas elecciones, el PSC se presentó con Units per Avançar (formación demócrata-cristiano proveniente de Unión Democrática de Cataluña), dando continuidad al acuerdo de coalición que ya llevaron a cabo en las elecciones al Parlamento de Cataluña en 2017 y en las elecciones municipales de 2019. 
El 12 de mayo de 2024 se celebraron elecciones autonómicas en Cataluña, siendo el PSC el partido más votado, con 882.589 sufragios, traducidos en 42 escaños. El 10 de agosto toma posesión Salvador Illa como President de la Generalitat, tras obtener los apoyos de Esquerra Republicana de Cataluña y de los Comuns.
Tradicionalmente ha existido dentro del PSC un sector claramente catalanista o nacionalista catalán, representado por María Badía, Antoni Castells, Joaquim Nadal, Mónica Lafuente, Teresa Cunillera, Montserrat Tura, Marina Geli, Jordi Martí, Daniel Font, Martí Carnicer, Juan Manuel del Pozo, Antoni Siurana, Manuel Royes, Jordi William Carnes, Raimon Obiols, Pía Bosch, Martí Carnicer, Jordi Serra, Lluís Miquel Pérez, Joaquim Llera, Laia Bonet, Antoni Dalmau o Isidre Molas, favorable a ganar más autonomía para Cataluña y a reformular la relación de ésta con el resto de España. Algunos incluso se muestran contrarios a la vía federalista del partido, abogan incluso por el derecho de autodeterminación. A principios de octubre de 2012 dicho sector hizo público un manifiesto en el que demandaban un Estado propio para Cataluña y un referéndum por la independencia de ésta. La mayoría de este sector y sus distintos líderes han abandonado el PSC a lo largo del proceso soberanista, dando lugar a formaciones como Avancem, Moviment d'Esquerres o  Socialismo, Cataluña y Libertad.

## Imagen del partido
Los símbolos del PSC han estado inspirados y compartidos con el PSOE, ya que, aunque el PSC es un partido independiente, está orgánicamente federado con el PSOE. La imagen clásica ha sido la del puño y la rosa del PSOE junto a la bandera de Cataluña y las siglas del PSC, hasta evolucionar a los logotipos actuales. Asimismo, el PSC también ha usado distintos dibujos de rosas, ilustraciones antiguas del partido y simbología similar a los partidos socialdemócratas europeos.
| Período 1982-2003  | Período 2003-2021        | Período 2003-2021         | Período desde 2021                   | Período desde 2021                                     |
| ------------------ | ------------------------ | ------------------------- | ------------------------------------ | ------------------------------------------------------ |
|                    |                          |                           |                                      |                                                        |
| Logotipo histórico | Logotipo literal del PSC | Logotipo pictural del PSC | Logotipo literal y comercial del PSC | Logotipo oficial del PSC, combinando literal e isotipo |

Su actual primer secretario, Miquel Iceta, recopiló en una página web de su propiedad (cartellssocialistes.wordpress.com) la cartelería histórica del PSC-PSOE desde sus orígenes hasta la actualidad. Muchos de los carteles que se alojan en la web provienen de la Biblioteca de Comunicació i Hemeroteca General (CEDOC), archivados al Dipòsit Digital de Documents de la Universidad Autónoma de Barcelona, conservando así un patrimonio gráfico y político de la España democrática.

## Rebelión del sector catalanista y división en el partido
El 16 de enero de 2013, el parlamento catalán votaba la propuesta para pedir la transferencia de competencias y poder organizar referéndums. La dirección del partido había dado orden de votar en contra de la propuesta, pero 3 diputados socialistas votaron a favor de la propuesta. Al día siguiente, un manifiesto del sector catalanista del PSC a favor de los diputados rebeldes, sumó más de 600 firmas en pocas horas. Finalmente, el PSC decidió no expulsar a los diputados rebeldes.
Seis meses después, el sector catalanista del PSC decidió crear una escisión del PSC llamada "Avancem" de ideología socialista, catalanista e independentista liderada por Joan Ignasi Elena uno de los críticos, además en este nuevo partido participan también Montserrat Tura exconsejera de Justicia, Marina Geli exconsejera de Salud entre otros críticos más del PSC y con la intención de presentarse a las elecciones municipales de 2015.
El 16 de septiembre de 2014 el diputado Joan Ignasi Elena dejó el grupo socialista del Parlamento de Cataluña, pasando al Grupo Mixto, quedándose así el PSC con 19 diputados.

## Debacle electoral en las elecciones europeas, dimisión de Pere Navarro y nuevo líder
En las elecciones al parlamento europeo de 2014 el PSC a consigue unos malísimos resultados que llevan a dimitir a Pere Navarro como primer secretario del PSC y a convocar un congreso para elegir un nuevo líder hasta entonces habría una comisión gestora presidida por el alcalde de Tarragona Josep Fèlix Ballesteros, hasta que el 13 de julio de 2014 el PSC eligió en unas elecciones primarias a Miquel Iceta como nuevo primer secretario del PSC con el 85 % de los votos, tras superar a los otros dos candidatos para la primera secretaria del PSC, Pere Casellas concejal del PSC en Figueras y Josep María Rueda, primer secretario del PSC de Palafolls (Barcelona), que no se pudieron presentar al no conseguir los avales suficientes. En el mismo congreso se eligió vice-primera secretaria del PSC a Núria Parlón, alcaldesa de Santa Coloma de Gramanet (Barcelona).

## Líderes
Desde su fundación en 1978, el PSC ha tenido 7 primeros secretarios:
|    | Primer secretario | Periodo         |
| -- | ----------------- | --------------- |
| 1. | Joan Reventós     | 1978-1983       |
| 2. | Raimon Obiols     | 1983-1996       |
| 3  | Narcís Serra      | 1996-2000       |
| 4. | José Montilla     | 2000-2011       |
| 5. | Pere Navarro      | 2011-2014       |
| 6. | Miquel Iceta      | 2014-2021       |
| 7. | Salvador Illa     | 2021-actualidad |

|    | Presidente       | Periodo         |
| -- | ---------------- | --------------- |
| 1. | Joan Reventós    | 1983-1996       |
| 2. | Raimon Obiols    | 1996-2000       |
| 3. | Pasqual Maragall | 2000-2007       |
| -  | Vacante          | 2007-2008       |
| 4. | Isidre Molas     | 2008-2011       |
| -  | Vacante          | 2011-2014       |
| 5. | Àngel Ros        | 2014-2019       |
| 6. | Núria Marín      | 2019-2021       |
| 7. | Miquel Iceta     | 2021-actualidad |

## Resultados electorales

### Elecciones al Congreso de los Diputados

Resultados por municipios de las elecciones autonómicas de 2021.

| Elecciones | 1.er candidato por Barcelona | Votos     | % de votos | Escaños (Cataluña) | +/-         | Posición  |
| ---------- | ---------------------------- | --------- | ---------- | ------------------ | ----------- | --------- |
| 1977       | Joan Reventós                | 870 362   | 28,56 %    | 15/47              | -           | 1.º       |
| 1979       | Joan Reventós                | 875 529   | 29,67 %    | 17/47              | 2           | 1.º       |
| 1982       | Raimon Obiols                | 1 575 601 | 45,83 %    | 25/47              | 8           | 1.º       |
| 1986       | Narcís Serra                 | 1 279 733 | 41 %       | 21/47              | 4           | 1.º       |
| 1989       | Narcís Serra                 | 1 123 935 | 35,59 %    | 20/46              | 1           | 1.º       |
| 1993       | Narcís Serra                 | 1 277 838 | 34,87 %    | 18/47              | 2           | 1.º       |
| 1996       | Narcís Serra                 | 1 531 143 | 39,36 %    | 19/46              | 1           | 1.º       |
| 2000       | Narcís Serra                 | 1 150 533 | 34,13 %    | 17/46              | 2           | 1.º       |
| 2004       | José Montilla                | 1 586 748 | 39,47 %    | 21/47              | 4           | 1.º       |
| 2008       | Carme Chacón                 | 1 672 777 | 45,33 %    | 25/47              | 4           | 1.º       |
| 2011       | Carme Chacón                 | 920 323   | 26,63 %    | 14/47              | 11          | 2.º       |
| 2015       | Carme Chacón                 | 589 021   | 15,70 %    | 8/47               | 6           | 3.º       |
| 2016       | Meritxell Batet              | 559 870   | 16,10 %    | 7/47               | 1           | 4.º (3.º) |
| 2019 I     | Meritxell Batet              | 958 343   | 23,21 %    | 12/48              | 5           | 2.º       |
| 2019 II    | Meritxell Batet              | 790 582   | 20,51 %    | 12/48              | Sin cambios | 2.º       |
| 2023       | Meritxell Batet              | 1 213 006 | 34,49 %    | 19/48              | 7           | 1.º       |

### Elecciones al Parlamento de Cataluña
| Elecciones | Candidato        | Votos     | % de votos | Escaños | +/- | Posición   |                                          |
| ---------- | ---------------- | --------- | ---------- | ------- | --- | ---------- | ---------------------------------------- |
| 1980       | Joan Reventós    | 606 717   | 22,33 %    | 33/135  | -   | 2.º        | Oposición                                |
| 1984       | Raimon Obiols    | 866 281   | 30,11 %    | 41/135  | 8   | 2.º        | Oposición                                |
| 1988       | Raimon Obiols    | 802 828   | 29,78 %    | 42/135  | 1   | 2.º        | Oposición                                |
| 1992       | Raimon Obiols    | 728 311   | 27,55 %    | 40/135  | 2   | 2.º        | Oposición                                |
| 1995       | Joaquim Nadal    | 802 252   | 24,88 %    | 34/135  | 6   | 2.º        | Oposición                                |
| 1999       | Pasqual Maragall | 1 183 299 | 37,70 %    | 52/135  | 18  | 2.º* (1.º) | Oposición                                |
| 2003       | Pasqual Maragall | 1 031 454 | 31,16 %    | 42/135  | 10  | 2.º* (1.º) | Gobierno de coalición con ERC y ICV-EUiA |
| 2006       | José Montilla    | 789 614   | 26,81 %    | 37/135  | 5   | 2.º        | Gobierno de coalición con ERC y ICV-EUiA |
| 2010       | José Montilla    | 570 361   | 18,32 %    | 28/135  | 9   | 2.º        | Oposición                                |
| 2012       | Pere Navarro     | 523 333   | 14,43 %    | 20/135  | 8   | 3.º* (2.º) | Oposición                                |
| 2015       | Miquel Iceta     | 520 022   | 12,72 %    | 16/135  | 4   | 3.º        | Oposición                                |
| 2017       | Miquel Iceta     | 606 659   | 13,81 %    | 17/135  | 1   | 4.º        | Oposición                                |
| 2021       | Salvador Illa    | 654 766   | 23,02 %    | 33/135  | 16  | 1.º        | Oposición                                |
| 2024       | Salvador Illa    | 872 959   | 27,96 %    | 42/135  | 9   | 1.º        | Gobierno en solitario                    |

* Tanto en las elecciones de 1999 como en las de 2003, el PSC fue el partido que obtuvo más votos, pero fue el segundo en número de escaños obtenidos por tener a sus votantes bastante concentrados en la circunscripción electoral de la provincia de Barcelona. En 2012, el PSC obtuvo 27 042 votos más que ERC pero un escaño menos, quedando relegado a tercera fuerza parlamentaria. En 2021, el PSC fue el partido que obtuvo más votos, pero empató en escaños con ERC.
Candidato a Elecciones al Parlamento de Cataluña de 2021: Salvador Illa.

## Posición del PSC ante los referendos
- 1976: Referéndum sobre la Ley para la Reforma Política. Los distintos grupos socialistas que después formarían el PSC piden la abstención.
- 1978: Referéndum para la ratificación de la Constitución española. Pide el "Sí".
- 1979: Referéndum sobre el Estatuto de autonomía de Cataluña. Pide el "Sí".
- 1986: Referéndum sobre la permanencia de España en la OTAN. Pide el "Sí".
- 2005: Referéndum sobre el Tratado de la Constitución Europea. Pide el "Sí".
- 2006: Referéndum sobre la reforma del Estatuto de autonomía de Cataluña. Pide el "Sí".
- 2014: Consulta sobre el futuro político de Cataluña. No reconoció la consulta oficialmente por no estar avalada por el Estado, pero hubo indisciplina interna entre sus militantes.[53]
- 2017: Referéndum sobre la independencia de Cataluña. No reconoció el referéndum oficialmente por no estar convocado por el Estado y ser inconstitucional.

## Municipalismo
El PSC ha destacado por poseer la alcaldía de las ciudades más importantes de Cataluña. Sus referentes son:
- Barcelona: Narcís Serra, Pascual Maragall, Joan Clos, Jordi Hereu y Jaume Collboni
- Gerona: Joaquim Nadal y Anna Pagans
- Lérida: Antoni Siurana, Àngel Ros i Domingo y Fèlix Larrosa
- Tarragona: Josep Maria Recasens, Josep Fèlix Ballesteros y Rubén Viñuales
- Hospitalet de Llobregat: Juan Ignacio Pujana, Celestino Corbacho y Núria Marín
- Otros: Pere Navarro (Tarrasa), Joan Armangué (Figueras), Manuel Bustos (Sabadell), Magda Casamitjana (Rosas), Núria Parlón (Santa Coloma de Gramanet), Marina Geli (San Gregorio), Antonio Balmón Arévalo (Cornellá de Llobregat), Iolanda Pineda (Salt), Esteve Pujol (Camprodón), Ana del Frago Barés (Barberà del Vallès), Joan Sabaté (Flix), Josep Monràs Galindo (Mollet del Vallès), Ana María Martínez (Rubí), Lluís Miquel Pérez (Reus), Teo Romero (Santa Margarita de Montbuy), Joan Vich (Vilanova del Camí), Servand Casas (Mediona), Salustià Monteagudo (Cabrera de Igualada), Jordi Aymamí (Igualada) y Juan Antonio Vázquez Cortado, Lourdes Borrell i Moreno (San Feliú de Llobregat), Enric Carbonell (San Esteban de Sasroviras, Pilar Díaz (Esplugas de Llobregat), Teresa Padrós (Palau-solità i Plegamans).

## Controversias

### Casos de corrupción
- Caso de la FMC
- Caso Pretoria
- Caso Mercurio
- Caso Innova/Caso Shirota
- Caso Hotel del Palau

### Políticos del PSC implicados en casos de corrupción política en España
| CCAA     | Nombre                                             | Vinculado al partido | Cargos ejercidos                                                                              | Caso     | Grado de implicación | Ingresó en prisión |
| -------- | -------------------------------------------------- | -------------------- | --------------------------------------------------------------------------------------------- | -------- | -------------------- | ------------------ |
| Cataluña | Bartomeu Muñoz                                     | PSC                  | Alcalde de Santa Coloma de Gramenet y vicepresidente de la diputación provincial de Barcelona | Pretoria | Imputado             | Preventiva         |
| Cataluña | Joan Manau                                         | PSC                  | Concejal de urbanismo de Sabadell                                                             | Mercurio | Imputado             | No                 |
| Cataluña | Joaquim Nadal                                      | PSC                  | Dirigente del PSC y consejero de Política Territorial (2003-2010)                             | Incasol  | Imputado             | No                 |
| Cataluña | Luis García Sánchez, 'Luigi', cerebro de la trama. | PSC                  | Diputado del PSC                                                                              | Pretoria | Imputado             | Preventiva         |
| Cataluña | Lluís Miquel Pérez                                 | PSC                  | Alcalde de Reus                                                                               | Innova   | Imputado             |                    |
| Cataluña | Manel Bustos                                       | PSC                  | Alcalde de Sabadell                                                                           | Mercurio | Imputado             | No                 |
| Cataluña | Manuel Dobarco                                     | PSC                  | Concejal de Urbanismo de Santa Coloma de Gramenet                                             | Pretoria | Imputado             | Preventiva         |
| Cataluña | Montserrat Capdevila                               | PSC                  | Concejal de Economía de Sabadell y diputada                                                   | Mercurio | Imputado             | No                 |

### Deudas condonadas
En 2011 la deuda del PSC con los bancos era de 12,9 millones de euros.
La Caixa perdonó una deuda de 7,1 millones de euros al PSC en diciembre de 2004.